# Discipline associate
Le Discipline Sportive Associate  ( DSA ) , riconosciute dal Comitato olimpico nazionale italiano (CONI), fanno riferimento al "Regolamento del riconoscimenti ai fini sportivi delle DSA "  approvato dal Consiglio Nazionale del CONI con deliberazione n° 1494 del 13.11.2013. Nell'articolo 1 del regolamento, l'esatta definizione fornita dal CONI   ( www.coni.it - Discipline Sportive Associate - Regolamento)
Il Comitato olimpico nazionale italiano (CONI) riconosce tredici discipline associate:
- Federazione Italiana Gioco Bridge (FIGB)
- Federazione Italiana Tiro Dinamico Sportivo (FITDS)
- Federazione Italiana Dama (FID)
- Federazione Italiana Giochi e Sport Tradizionali (FIGEST)
- Federazione Italiana Sport Orientamento (FISO)
- Federazione Italiana Palla Tamburello (FIPT)
- Federazione Italiana Pallapugno (FIPAP)
- Federazione Scacchistica Italiana (FSI)
- Federazione Italiana Canottaggio Sedile Fisso (FICSF)
- Federazione Italiana Wushu-Kung Fu (FIWuK)
- Federazione Italiana Twirling (FITw)
- Federazione Italiana Turismo Equestre Trec - Ante (FITETREC ANTE)
- Federazione Italiana Rafting (FIRaft)